# Leigh Nicol
Leigh Nicol (Bellshill, 26 september 1995) is een Schots voetbalspeelster. Ze komt in 2021 uit voor Crystal Palace FC in de Engelse FA Women's Championship.

## Statistieken
| Seizoen | Club                  | Land      | Competitie | Wedstrijden | Doelpunten |
| ------- | --------------------- | --------- | ---------- | ----------- | ---------- |
| 2011    | Celtic                | Schotland | SWPL       | 0           | 0          |
| 2013    | Celtic                | Schotland | SWPL       | 1           | 0          |
| 2017/18 | London City Lionesses | Engeland  | WOC        | 14          | 1          |
| 2018/19 | Charlton Athletic     | Engeland  | WOC        | 7           | 0          |
| 2020/21 | Crystal Palace FC     | Engeland  | WOC        | 8           | 0          |
| Totaal  | Totaal                | Totaal    | Totaal     | 30          | 1          |

Laatste update: februari 2021

## Interlands
Nicol kwam uit voor Schotland O15, O17 en O19.

## Privé
Nicol is de kleindochter van Jimmy Welsh, die in de jaren 1950 uitkwam voor Airdrieonians FC.